# Ademar de Rocaficha
Ademar de Rocaficha o Aimar de Rocaficha o Aimeric de Rochafiza (Roquefixade, XIII secolo – XIII secolo) è stato un trovatore minore originario probabilmente di Roquefixade, nella Contea di Foix.
La sua scarsa produzione pervenutaci, priva di riferimenti cronologici, è costituita
da due cansos con temi canonici dell'amor cortese, Ges per freg ni per calor e Si amors fos conoissens, ed un serventese, No.m lau de midons ni d'amor. Quest'ultimo componimento è una disputa dove il poeta esprime la sua contrarietà all'amore (amor) e alla predilezione dell'Uomo per i ricchi (rics) a scapito della nobiltà d'animo (valor).